# Rose-Marie Ducrot
Pour les articles homonymes, voir Ducrot.
Rose-Marie Ducrot, née le 15 septembre 1937 à Fribourg (originaire de Montagny-les-Monts), est une personnalité politique suisse, membre du Parti démocrate-chrétien (PDC). Elle est députée du canton de Fribourg au Conseil national de 1995 à 1999.

## Biographie
Rose-Marie Ducrot naît le 15 septembre 1937 à Fribourg. Elle est originaire de Montagny-les-Monts. Elle passe son enfance à Saint-Aubin, avant de déménager en Veveyse en 1961. Elle travaille pendant vingt ans avec son mari, qui est vétérinaire,.
En 2001, elle est nommée médiatrice des transports publics pour la Suisse romande par l'Union suisse des transports publics. De 2004 à 2010, elle est présidente de l'Association des bibliothèques fribourgeoises.
Son fils, Vincent Ducrot, est directeur des Chemins de fer fédéraux. Son fils, Charles Ducrot, est syndic de Châtel-St-Denis depuis avril 2021. Sa fille, Martine Ruggli-Ducrot, est directrice de Pharmasuisse.

## Parcours politique
Membre du Parti démocrate-chrétien, Rose-Marie Ducrot siège au Conseil général de Châtel-Saint-Denis de 1978 à 1986,. En 1986, elle entre au Conseil communal. Elle est la première femme à siéger au sein de l’exécutif de cette commune. En 1991, elle devient syndique, succédant au socialiste Henri Liaudat. Elle conserve ce poste jusqu'en 2001,.
En 1986, elle est également élue au Grand Conseil du canton de Fribourg, où elle s'engage notamment pour le maintien d'un hôpital dans le district de la Veveyse,. Elle préside le parlement cantonal en 1992.
Elle est par ailleurs membre de l'Assemblée constituante du canton de Fribourg et la préside en 2000.
En 1995, elle est élue au Conseil national, devançant son collègue de parti et conseiller national sortant Alexis Gobet,. En 1999, elle décide de ne pas se présenter pour un second mandat.

## Prix et distinctions
En 2007, elle reçoit la bourgeoisie d'honneur de la commune de Mézières.